# Оп-арт

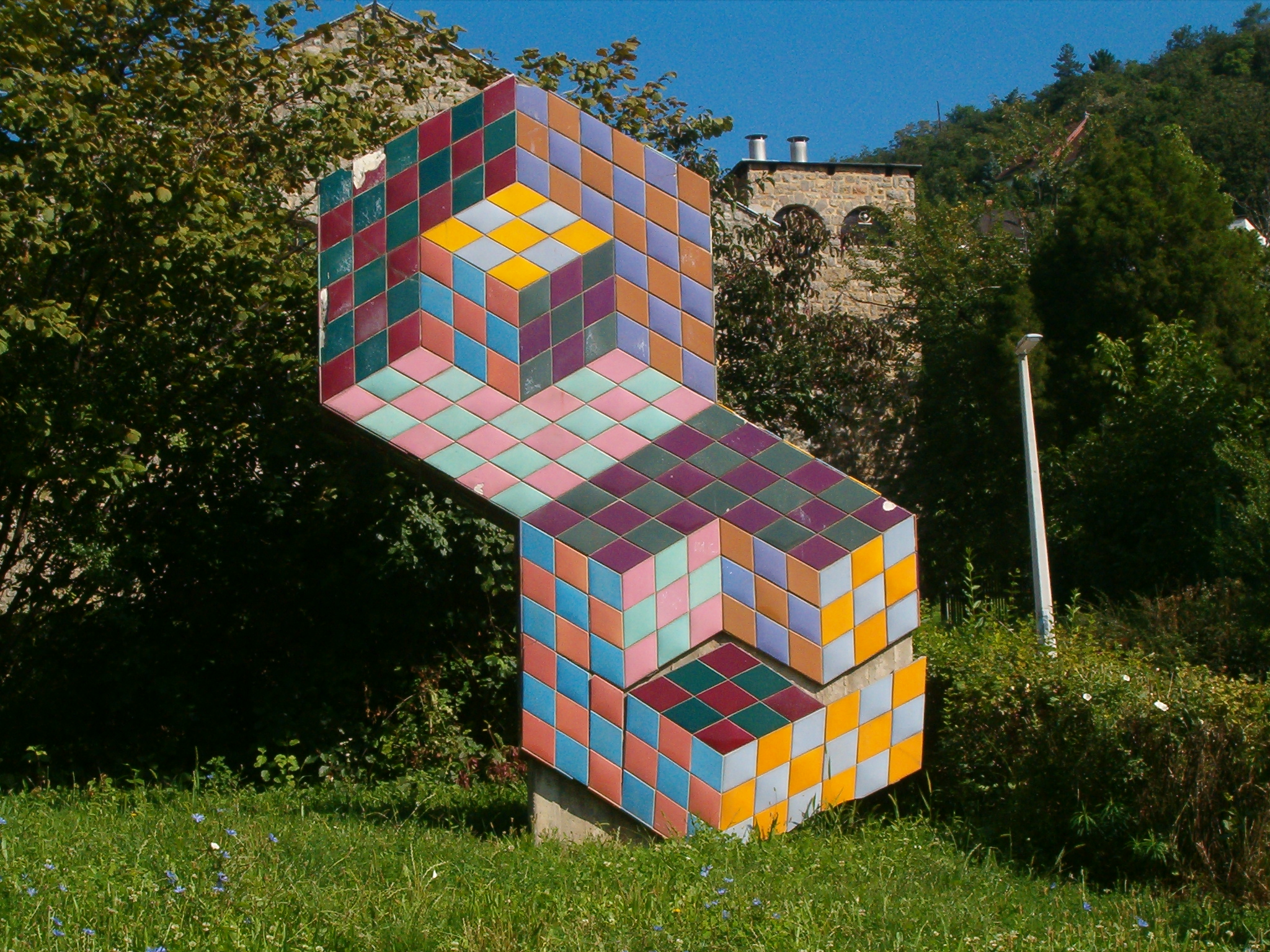
Оптична ілюзія Віктора Вазарелі.

Оп-арт (від англ. op art (optical art)) або оп-мистецтво — стиль сучасного мистецтва, що широко використовує оптичні ілюзії, різновид абстракціонізму та неоконструктивізму. Митці оп-арту досягають створення ілюзій руху або мерехтіння нерухомих об'єктів через зображення періодичних структур і влучне використання кольорів та форм. Зазвичай твори оп-арту мають абстрактний характер.

## Митці
- Віктор Вазарелі
- Бріджет Райлі
- Енріке Матос
- Річард Анушкевич
- Мауріц Корнеліс Ешер

## Історія
Історія стилю
Оп-арт, як художній рух, досяг свого піку популярності у 1960-х роках після виставки "Responsive Eye" у Музеї сучасного мистецтва в Нью-Йорку (1965). Ця виставка представила роботи таких митців, як Віктор Вазарелі та Бриджет Райлі, які активно досліджували ілюзії руху та простору. Однією з ключових робіт цього періоду є «Зебра» (1938) Віктора Вазарелі, що стала символом оп-арту завдяки використанню контрасту чорного та білого для створення ілюзії тривимірності.
Колєснікова Олександра.

## Методи створення
Митці оп-арту використовують низку технік, що базуються на:
Контрастних кольорах та градієнтах.
Геометричних формах, які порушують сприйняття глибини та масштабу.
Світлових ефектах, що взаємодіють із рухом глядача навколо картини.
Такі прийоми дозволяють створювати ефекти пульсації, мерехтіння або навіть руху. Наприклад, роботи Бриджет Райлі часто викликають відчуття руху навіть на статичній поверхні. Колєснікова Олександра.